# Jeff Pinkner
Jeff Pinkner é um produtor e roteirista norte-americano.
Seu primeiro trabalho foi na série Alias. Em 2006 e 2007, ele trabalhou como produtor executivo e escritor de Lost. Trabalhou também como produtor executivo na série Fringe.

## Filmografia

### Produtor Executivo
- Alias
- Lost
- Fringe

### Escritor
- The Red Circle
- Alias
- The Beast
- The $treet
- Ally
- Profiler
- Ally McBeal
- Early Edition (e story diretor)
- Lost